# Алуминијум-нитрид
Алуминијум-нитрид (AlN) је неорганско једињење алуминијума. Састоји се од једног атома алуминијума и једног атома азота. Молекулска маса алуминијум нитрида је 41. Његова густина је 3,26 g/cm³.
Настаје по реакцијама:
или

## Особине
| Особина                  | Вредност |
| ------------------------ | -------- |
| Партициони коефицијент ( | -0,3     |
| Растворљивост (logS, log(mol/L))        | 1,7      |
| Поларна површина (PSA, Å2)  | 35,0     |